# Vega de Pas
Vega de Pas är en kommun i Spanien. Den ligger i den autonoma regionen Kantabrien i norra delen av landet, 300 km norr om huvudstaden Madrid. Antalet invånare är 768 (2024).